# 기타세 요시노리

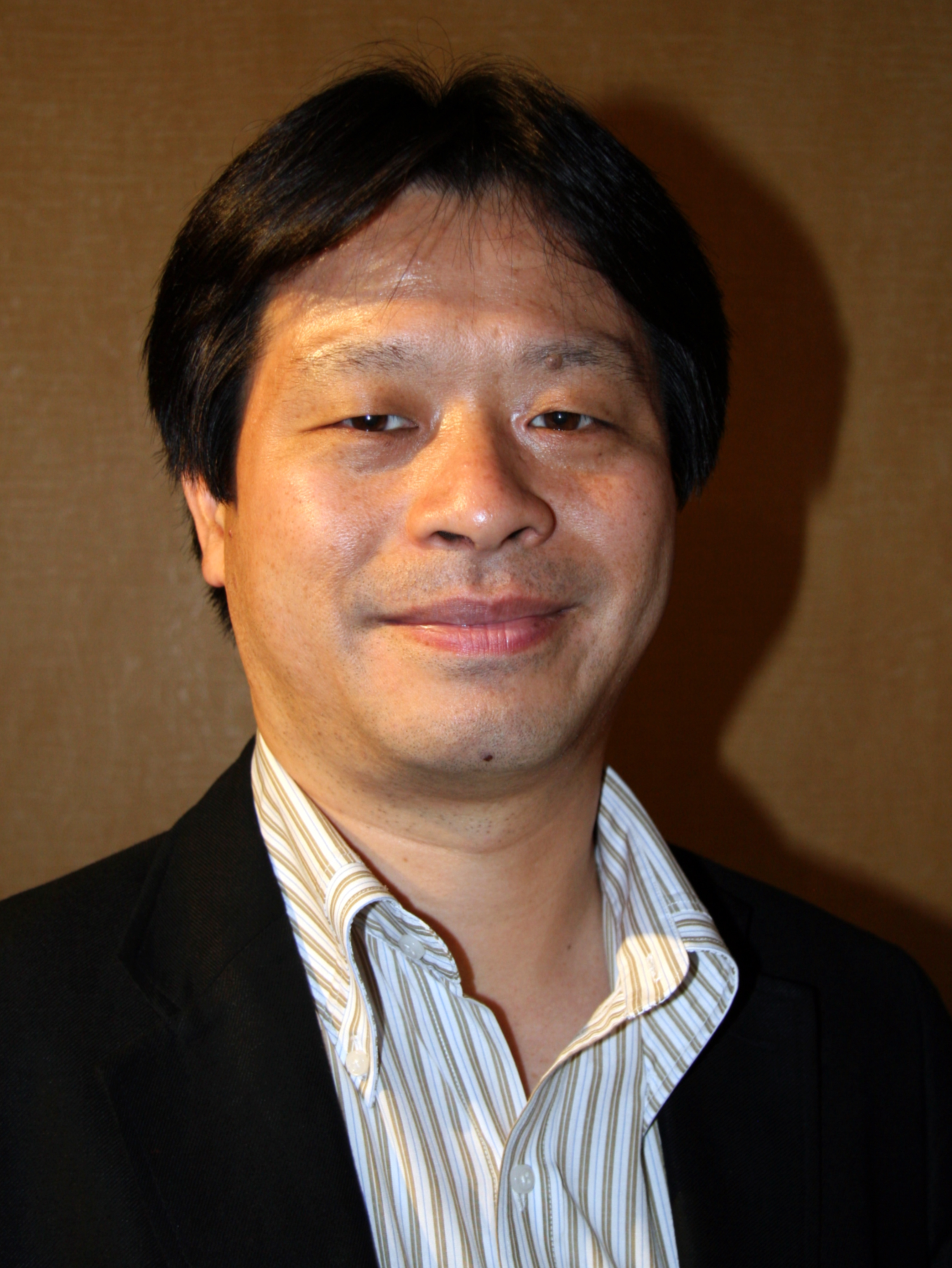

기타세 요시노리(北瀬佳範, 1966년 9월 23일 ~ )는 스퀘어 에닉스를 위해 일했던 일본의 게임 감독이자 프로듀서이다.

## 참여 작품

### 비디오 게임
- 성검전설 -파이널 판타지 외전-
- 로맨싱 사가
- 파이널 판타지 V
- 파이널 판타지 VI
- 크로노 트리거
- 파이널 판타지 VII
- 파이널 판타지 VIII
- 파이널 판타지 X
- 킹덤 하츠 (비디오 게임)
- 파이널 판타지 X-2
- 비포어 크라이시스: 파이널 판타지 VII
- 킹덤 하츠: 체인 오브 메모리즈
- 킹덤 하츠 2
- 더지 오브 켈베로스: 파이널 판타지 VII
- 파이널 판타지 V
- 더지 오브 켈베로스: 파이널 판타지 VII
- 파이널 판타지 VI
- 크라이시스 코어: 파이널 판타지 VII
- 시그마 하모닉스
- 디시디아 파이널 판타지
- 파이널 판타지 XIII
- 더 써드 버스데이
- 파이널 판타지 영식
- 파이널 판타지 XIII-2
- 라이트닝 리턴즈 파이널 판타지 XIII
- 뫼비우스 파이널 판타지
- 파이널 판타지 XV
- 파이널 판타지 VIII 리마스터
- 파이널 판타지 VII 리메이크
- 파이널 판타지 픽셀 리마스터
- 파이널 판타지 II 픽셀 리마스터
- 파이널 판타지 III 픽셀 리마스터
- 파이널 판타지 IV 픽셀 리마스터
- 파이널 판타지 V 픽셀 리마스터
- 파이널 판타지 VI 픽셀 리마스터
- 초코보 GP
- 크라이시스 코어: 파이널 판타지 VII
- 파이널 판타지 VII: 에버 크라이시스

### 기타 프로젝트
- 파이널 판타지 VI The Interactive CG Game
- 파이널 판타지 VII Technical Demo for PS3
- 파이널 판타지 VII 어드벤트 칠드런
- 라스트 오더: 파이널 판타지 VII
- 파이널 판타지 VII 어드벤트 칠드런
- 파이널 판타지 VII 어드벤트 칠드런 에피소드: 덴젤
- 킹스글레이브: 파이널 판타지 XV

### 추가 크레딧
- 제노기어스 일본판
- 에어가이츠
- 크로노 크로스 일본판
- 언리미티드 사가
- 로맨싱 사가
- 파이널 판타지 XIV (2010년 비디오 게임)
- 디시디아 파이널 판타지 아케이드
- 파이널 판타지 디멘션즈 II
- 디시디아 파이널 판타지 NT
- 크로노 트리거 업그레이드 버전
- 슈퍼 스매시브라더스 얼티밋
- 로맨싱 사가 3 리마스터
- 사가 스칼렛 그레이스: 진홍색 야망 영어판
- 워 오브 더 비전 파이널 판타지 브레이브 엑스비어스
- 파이널 판타지 크리스탈 크로니클 리마스터 에디션
- 사가 컬렉션
- 사가 프론티어 리마스터
- NEO: 더 월드 엔즈 위드 유
- 스트레인저 오브 파라다이스: 파이널 판타지 오리진
- 크로노 크로스 The Radical Dreamers Edition
- 택틱스 오거: 리본
- 로맨싱 사가 민스트렐 송 리마스터